# Carlos Boozer
Carlos Austin Boozer, Jr. (Aschaffenburg, Alemanha, 20 de novembro de 1981) é um basquetebolista norte-americano aposentado. O bicampeão do All-Star Game da NBA jogou pelo Cleveland Cavaliers, Utah Jazz, Chicago Bulls e Los Angeles Lakers, e passou sua última temporada jogando no exterior com o Guangdong Southern Tigers da China. Como membro da equipe dos Estados Unidos, Boozer conquistou uma medalha de bronze olímpica nos  Jogos Olímpicos de 2004 em Atenas e uma medalha de ouro olímpica nos Jogos Olímpicos de 2008 em Pequim.

## Estatísticas na NBA

### Temporada Regular
| Ano      | Equipe              | PJ  | PT  | MPJ  | AP   | 3P   | LL   | RT   | AS  | BR  | TO  | PPJ  |
| -------- | ------------------- | --- | --- | ---- | ---- | ---- | ---- | ---- | --- | --- | --- | ---- |
| 2002-03  | Cleveland Cavaliers | 81  | 54  | 25.3 | .536 | .000 | .771 | 7.5  | 1.3 | 0.7 | 0.6 | 10.0 |
| 2003-04  | Cleveland Cavaliers | 75  | 75  | 34.6 | .523 | .167 | .768 | 11.4 | 2.0 | 1.0 | 0.7 | 15.5 |
| 2004-05  | Utah Jazz           | 51  | 51  | 34.7 | .521 | .000 | .698 | 9.0  | 2.8 | 0.8 | 0.5 | 17.8 |
| 2005-06  | Utah Jazz           | 33  | 19  | 31.1 | .549 | .000 | .723 | 8.6  | 2.7 | 0.9 | 0.2 | 16.3 |
| 2006-07  | Utah Jazz           | 74  | 74  | 34.6 | .561 | .000 | .685 | 11.7 | 3.0 | 0.9 | 0.3 | 20.9 |
| 2007-08  | Utah Jazz           | 81  | 81  | 34.9 | .547 | .000 | .738 | 10.4 | 2.9 | 1.2 | 0.5 | 21.1 |
| 2008-09  | Utah Jazz           | 37  | 37  | 32.4 | .490 | .000 | .698 | 10.4 | 2.1 | 1.1 | 0.2 | 16.2 |
| 2009-10  | Utah Jazz           | 78  | 78  | 34.3 | .562 | .000 | .742 | 11.2 | 3.2 | 1.1 | 0.5 | 19.5 |
| 2010-11  | Chicago Bulls       | 59  | 59  | 31.9 | .510 | .000 | .701 | 9.6  | 2.5 | 0.8 | 0.3 | 17.5 |
| 2011-12  | Chicago Bulls       | 66  | 66  | 29.5 | .532 | .000 | .693 | 8.5  | 1.9 | 1.0 | 0.4 | 15.0 |
| 2012-13  | Chicago Bulls       | 79  | 79  | 32.2 | .477 | .000 | .731 | 9.8  | 2.3 | 0.8 | 0.4 | 16.2 |
| 2013-14  | Chicago Bulls       | 76  | 76  | 28.2 | .456 | .000 | .767 | 8.3  | 1.6 | 0.7 | 0.3 | 13.7 |
| Carreira |                     | 790 | 749 | 31.9 | .523 | .071 | .727 | 9.8  | 2.3 | 0.9 | 0.4 | 16.6 |

### Playoffs
| Ano      | Equipe        | PJ | PT | MPJ  | AP   | 3P   | LL   | RT   | AS  | BR  | TO  | PPJ  |
| -------- | ------------- | -- | -- | ---- | ---- | ---- | ---- | ---- | --- | --- | --- | ---- |
| 2006-07  | Utah Jazz     | 17 | 17 | 38.5 | .536 | .000 | .738 | 12.2 | 2.9 | 1.0 | 0.3 | 23.5 |
| 2007-08  | Utah Jazz     | 12 | 12 | 36.8 | .415 | .000 | .714 | 12.3 | 2.8 | 0.5 | 0.2 | 16.0 |
| 2008-09  | Utah Jazz     | 5  | 5  | 37.2 | .528 | .000 | .771 | 13.2 | 2.2 | 1.6 | 0.4 | 20.6 |
| 2009-10  | Utah Jazz     | 10 | 10 | 40.2 | .530 | .000 | .543 | 13.2 | 3.0 | 0.4 | 0.7 | 19.7 |
| 2010-11  | Chicago Bulls | 16 | 16 | 31.7 | .433 | .000 | .800 | 9.7  | 1.8 | 0.6 | 0.4 | 12.6 |
| 2011-12  | Chicago Bulls | 6  | 6  | 33.3 | .422 | .000 | .714 | 9.8  | 3.0 | 0.8 | 0.3 | 13.5 |
| 2012-13  | Chicago Bulls | 12 | 12 | 35.9 | .494 | .000 | .689 | 9.6  | 1.5 | 0.8 | 0.1 | 16.4 |
| 2013-14  | Chicago Bulls | 5  | 5  | 24.2 | .426 | .000 | .889 | 7.8  | 1.0 | 0.2 | 0.0 | 9.6  |
| Carreira |               | 83 | 83 | 35.4 | .483 | .000 | .726 | 11.1 | 2.3 | 0.7 | 0.3 | 17.1 |

## Prêmios e Homenagens
- 2 vezes NBA All-Star Game: 2006-07, 2007-08
- All-NBA Team:
  - Terceiro Time: 2007-08
- NBA All-Rookie Team:
  - Segundo time: 2002-03